# KNN 뉴스 (주말)
《KNN 뉴스 (주말)》는 KNN에서 주말 오후 2시 20분에 방송되었던 KNN의 주말 낮 뉴스 프로그램이다.

## 기획의도 / 개요
- 주말의 경우, 평일에 방송하는 데일리 뉴스 프로그램을 편성하지 않고, 약 10분 분량의 단신 뉴스를 편성했다.
- 1995년 5월 14일부터 PSB 뉴스란 타이틀로 방송을 개시하여 방송국명 변경을 제외하곤 별도의 타이틀 변경 없이 방송되었으며, 2018년 7월 1일에 종영되었다.

## 방송 시간
| 방송 채널 | 방송 기간                        | 방송 시간                     |
| --------- | -------------------------------- | ----------------------------- |
| KNN       | 1995년 5월 14일 ~ 2018년 7월 1일 | 주말 오후 2시 20분 ~ 2시 30분 |

## 앵커
- 무작위

## 같이 보기
- SBS 뉴스 (주말)

## 그 외 KNN의 뉴스 프로그램
- KNN 모닝와이드
- KNN 뉴스와 생활경제
- KNN 뉴스와 건강
- KNN 뉴스아이